# Camp de Futbol de Vallecas
El Camp de Futbol de Vallecas, en castellà Campo de Fútbol de Vallecas és un estadi de futbol situat al popular barri de Vallecas, al sud-est de Madrid (Espanya).
L'estadi està situat entre els carrers del Payaso Fofó (on hi ha les oficines), Arroyo del Olivar i Avinguda de l'Albufera (on hi ha la Botiga Oficial de l'equip, a la cantonada del mateix estadi).
Va ser construït entre 1972 i 1976, en el mateix lloc on hi havia l'antic estadi, i té capacitat per a 14.505 espectadors asseguts. És conegut també com a Estadio Puente de Vallecas.
Antigament les tribunes baixes eren places de peu i podia tenir capacitat per a 20.000 persones, però la UEFA el 1996 va canviar les normes dels estadis per a Primera i segona Divisió, i d'aquesta manera es va quedar en les 15.500 places anteriorment esmentades.
Des de l'any 2011 la capacitat de l'estadi es va veure reduïda a 14.708 espectadors a causa de les obres escomeses per a l'eliminació de tanques. A més, l'estadi va passar a anomenar-se Campo de fútbol de Vallecas i va abandonar l'anterior nom Estadi Teresa Rivero després d'un referèndum en el club.

## Tancament temporal el 2018
El 27 d'agost de 2018 es va prohibir temporalment que s'hi disputessin partits de futbol, fins que s'hi fessin millores, ja que parts de l'estadi van ser catalogades com a insegures pel seu propietari, que és la Comunitat de Madrid.